# 厚唇鳳凰螺
厚唇鳳凰螺（学名：Strombus thersites）为鳳凰螺科鳳凰螺屬下的一个种。